# Ella Touon
Ella Emilie Touon Mbenoun (* 7. August 2003 in Düsseldorf) ist eine Schweizer Fussballspielerin. Sie spielt für den 1. FC Köln und die Schweizer Nationalmannschaft.

## Karriere

### Vereine
Touon wuchs in Lachen auf und begann im Alter von neun Jahren im dortigen Verein FC Lachen/Altendorf Fussball zu spielen. Im Alter von 15 Jahren wechselte sie in die Nachwuchsabteilung des Grasshopper Club Zürich, der sie von März bis August 2018 angehörte. In der Saison 2018/19 spielte sie für die B-Jugendmannschaft des FC Rapperswil-Jona. Danach wechselte sie zur SGS Essen in die deutsche Bundesliga.
In Essen besuchte sie das Sport- und Tanzinternat, um Leistungssport und Schule miteinander in Einklang bringen zu können. Sie kam zunächst für die B-Jugendmannschaft in 12 Spielen der Staffel West/Südwest der B-Juniorinnen-Bundesliga zum Einsatz, bevor sie am 20. September 2020 erstmals bei den Frauen eingesetzt wurde. Für die SGS Essen II spielte sie am 1. Spieltag in der drittklassigen Regionalliga West beim 2:2-Unentschieden im Auswärtsspiel gegen den 1. FC Köln II.
Ihr Debüt in der ersten Mannschaft gab sie am 4. Oktober 2020 (4. Spieltag) bei der 0:2-Niederlage im Heimspiel gegen den FC Bayern München. Sie wurde in der 79. Minute eingewechselt. Am 31. Oktober 2020 bestritt sie das Zweitrundenspiel im DFB-Pokal-Wettbewerb, das beim FSV Gütersloh 2009 erst in der Verlängerung mit 2:3 verloren wurde. Insgesamt kam sie in ihrer ersten Saison auf fünf Einsätze in der Meisterschaft, einmal spielte sie dabei über die ganze Spielzeit. Seit der Saison 2021/22 gehört sie zur Stammformation. In den folgenden zwei Jahren absolvierte sie weitere 31 Punktspiele für den Verein, in denen ihr ein Tor gelang, sowie fünf Pokalspiele. Auf die Saison 2023/24 hin wechselte sie zum SKN St. Pölten in die österreichische Bundesliga, mit dem sie zweimal Meister wurde.
Zur Saison 2025/26 wechselte sie in die deutsche Bundesliga zum 1. FC Köln.

### Nationalmannschaft
Touon durchlief alle Jugend-Auswahlmannschaften der Schweiz. Am 17. Mai 2019 spielte sie im Rahmen des UEFA Development Tournament erstmals für die U-16-Nationalmannschaft. In den folgenden zwei Jahren kam sie in drei Länderspielen für die U-17- und fünf für die U-19-Nationalmannschaft zum Einsatz.
Im September 2021 wurde sie von Nationaltrainer Nils Nielsen erstmals für die A-Nationalmannschaft aufgeboten. Am 21. September 2021 gab sie im WM-Qualifikationsspiel gegen Moldawien ihr Debüt. Sie spielte die ersten 60 Minuten der Partie. Nielsen berief sie im Sommer 2022 auch ins definitive Kader für die Europameisterschaft der Frauen in England. Aufgrund einer Bänderverletzung, die sie sich im Trainingslager der Schweizerinnen zugezogen hatte, konnte sie jedoch nicht an der Endrunde teilnehmen.

## Erfolge
- Österreichischer Meister: 2024 und 2025
- Österreichischer Cup-Sieger: 2024
- Qualifikation für die Weltmeisterschaft 2023

## Sonstiges
Ella Touon, in Düsseldorf geboren und in Lachen am Zürichsee aufgewachsen, besitzt sowohl die deutsche Staatsangehörigkeit als auch die Schweizer Staatsbürgerschaft.